# Tino Casali (calciatore)
Tino Casali (Villaco, 14 novembre 1995) è un calciatore austriaco, portiere dell'Eintracht Braunschweig.